# 2019年香港東鐵綫列車出軌事件
2019年香港東鐵綫列車出軌事故發生於2019年9月17日早上8時半，東鐵綫一列12卡載客列車從旺角東站駛入紅磡站一號月台期間突然脫軌，導致第4、第5及第6卡車廂出軌，以及第4至第5卡車廂之間接駁位斷開，部分車廂的車門因列車脫軌衝力而飛脫。這是港鐵繼港鐵中環站列車相撞事故後，在2019年發生的第二宗嚴重事故，也是自1994年後第二宗港鐵載客列車出軌嚴重事故，造成8人受傷。受事故影響，東鐵綫紅磡站至旺角東站全日暫停服務，西鐵線尖東站至紅磡站需要減速，而19班城際直通車班次取消。

## 事發經過

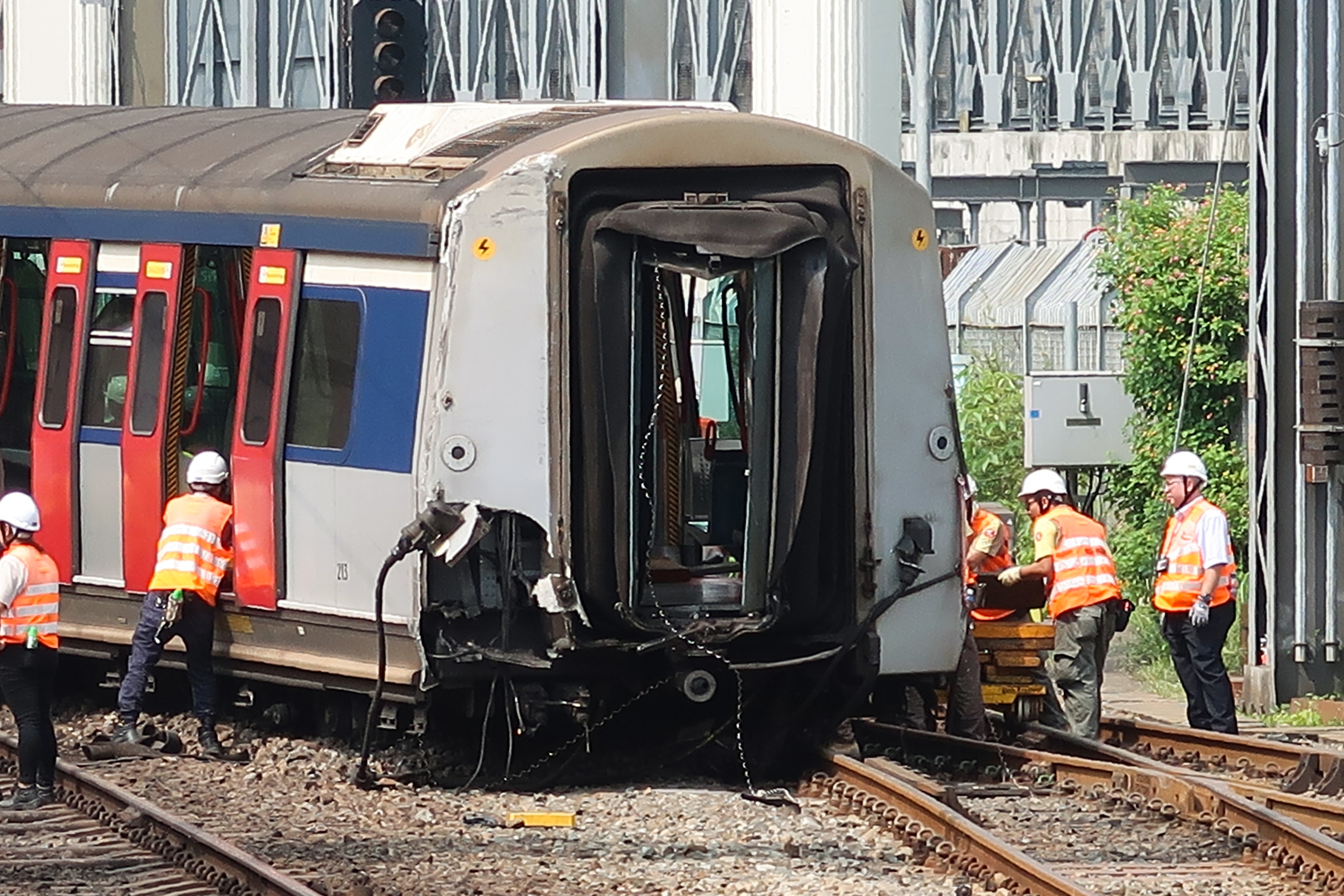
第5卡車廂之間接駁位斷開

当天早上8時半，一列中期翻新列車（E81/E21編組，車次L094、31車序）由落馬洲站開出往紅磡站，在接近紅磡站時，列車上有500多名乘客；據乘客事後回憶，事發時列車左搖右擺並傳出怪聲，由於列車每次在接近紅磡站時都會經過一系列岔道，乘客並未引起注意，但是隨著噪音越來越響，部分乘客注意到了異常。
大約8時30分，第4、第5及第6節車廂（編號分別為613、213及513）突然出軌，第4至第5節車廂之間接駁位扯斷，第4節車廂的中間車門因為撞毀西鐵綫的止衝擋而飛脫，車廂裏還冒起煙霧；乘客在顛簸中左搖右晃，甚至被彈起來，一些乘客嚇得大喊「出軌呀！」。列車停下後，不少乘客被嚇得大哭。事故發生時，有些乘客以為只是普通的脫軌事故，但離開車廂後才發現3車廂已經衝出軌道並擋在其他軌道上。
隨後，乘客從車門和車廂破裂處逃出車廂，徒步前往紅磡站，有乘客投訴事發後港鐵工作人員並沒有協助疏散，只是在紅磡站的站台上提供幫助。事故導致最少8名市民受傷，當中5人需要送院治理，其中有傷者頸部受創。

## 後續處理
消防處於8時33分接到報案，90名消防救援人員、15輛消防車及10輛救護車。
事發後港鐵先把出軌3卡列車與其他車卡分離，然後用重型吊車把車卡吊起放回路軌。9月18日凌晨，港鐵成功把涉事3個車卡放回路軌並送回紅磡站。港鐵車務總監劉天成表示將會成立調查委員會，獨立調查事件起因。
同日，港鐵主席歐陽伯權及行政總裁金澤培到伊利沙伯醫院探望傷者。
2019年9月24日，港鐵宣佈設定獨立調查委員會調查事故起因，預計於3至6個月內提交報告。調查委員會包括9名港鐵公司職員及3名獨立專家。

## 列車處理情況
| 車卡         | 1                                              | 2                                              | 3                                              | 4                                        | 5                                              | 6                                              | 7                                              | 8                                              | 9                                     | 10                                             | 11                                             | 12                                             |
| 車卡編號     | 181                                            | 281                                            | 581                                            | 613                                      | 213                                            | 513                                            | 630                                            | 230                                            | 430                                   | 621                                            | 221                                            | 321                                            |
| Stock        | K01 Stock                                      | K01 Stock                                      | K01 Stock                                      | 3094 Stock                               | 3094 Stock                                     | 3094 Stock                                     | 3094 Stock                                     | 3094 Stock                                     | 3094 Stock                            | 3094 Stock                                     | 3094 Stock                                     | 3094 Stock                                     |
| 列車編號     | E81（紅磡方向）                                | E81（紅磡方向）                                | E81（紅磡方向）                                | E13                                      | E13                                            | E13                                            | E30                                            | E30                                            | E30                                   | E21（羅湖/落馬洲方向）                         | E21（羅湖/落馬洲方向）                         | E21（羅湖/落馬洲方向）                         |
| 事故後       | 保持完好                                       | 保持完好                                       | 保持完好                                       | 損毀嚴重，脫軌後一車門被西鐵綫止衝擋撞毀 | 損毀較為嚴重，脫軌後第4至第5卡車卡間接駁位斷開 | 損毀較為嚴重，脫軌後第4至第5卡車卡間接駁位斷開 | 保持完好                                       | 保持完好                                       | 保持完好，後被拆出以取代損毀的432車廂 | 保持完好                                       | 保持完好                                       | 保持完好                                       |
| 列車動力配置 | 帶駕駛室的拖卡（Tc）                           | 帶集電弓的動力車卡（Mp）                       | 拖卡（T）                                      | 拖卡（T）                                | 帶集電弓的動力車卡（Mp）                       | 拖卡（T）                                      | 拖卡（T）                                      | 帶集電弓的動力車卡（Mp）                       | 拖卡（T）                             | 拖卡（T）                                      | 帶集電弓的動力車卡（Mp）                       | 帶駕駛室的拖卡（Tc）                           |
| 後續處理     | 修復完成，及後重新投入服務至2021年7月9日後退役 | 修復完成，及後重新投入服務至2021年7月9日後退役 | 修復完成，及後重新投入服務至2021年7月9日後退役 | 退役 由E91（591-291-691）取代            | 退役 由E91（591-291-691）取代                  | 退役 由E91（591-291-691）取代                  | 修復完成，及後重新投入服務至2021年7月9日後退役 | 修復完成，及後重新投入服務至2021年7月9日後退役 | 由454取代                             | 修復完成，及後重新投入服務至2021年7月9日後退役 | 修復完成，及後重新投入服務至2021年7月9日後退役 | 修復完成，及後重新投入服務至2021年7月9日後退役 |

肇事列車（E81/E21）事後與分別在2019年11月12日於上水站被示威者破壞車窗及縱火的E82/E24，和同月13日在大學站被示威者破壞車窗及縱火的E92/E70對調編組。首先港鐵將E81/E21內的頭等車卡（原430）取代在2019年11月12日於上水站被破壞的E82/E24編組內的頭等車廂（原432），於同月27日重新投入服務。原430車卡於同年12月更改編號為432。到2019年11月27日，港鐵把E92/E70編組內的E91（591-291-691）以及E54的頭等車卡（454），分別取代E81/E21編組內因出軌而損毀的E13（613-213-513）和在上水站被破壞的432車卡的原430車卡，原454車卡更改編號為430，並為E81、E30（630-230）、E21進行大修。對調編組後的E81/E21於2020年2月17日進行大修後試車，並在2020年2月21日重新投入服務。2020年2月9日起，肇事列車因出軌受到嚴重損壞的E13（613-213-513）連同2019年11月13日在大學站被示威者破壞車窗及縱火的E70/E92編組內其中8個車卡（192-292-592-654-254-670-270-370），以及同月12日在上水站被破壞的原432車卡在退役後，已被拆分及鋸成多段，逐步從何東樓車廠運往元朗一家劏車場回收。由於用作取代E13的E91及用作更換430的454並未有與其餘8卡一同進行大修，因此整列E81/E21已於2021年7月8日最後一日服務後退役，並於同月13日送至羅湖編組站預備拆分及鋸成多段。

## 影響
由於出軌的車廂擋住3條軌道，當天東鐵綫來往旺角東至紅磡站之間暫停服務，來往旺角東站至羅湖站服務維持6分鐘一班，而來往旺角東站至落馬洲站服務維持18分鐘一班，西鐵綫在9點至11點亦大受影響，西鐵綫來往屯門站至南昌站服務維持6分鐘一班，而來往屯門站至紅磡站服務維持12分鐘一班，京九直通車、滬九直通車和6對廣九直通車被取消。由於當時屯馬綫尚未開通，為緩解事故帶來的不便，港鐵公司在9點至20點安排了免費接駁巴士來回大圍站至鑽石山站。到9月19日凌晨，港鐵緊急修復出事路段，4號月台於當天重開，東鐵綫往紅磡一段改為每7分鐘一班，其餘班次改以旺角東站為終點站，來往落馬洲站的列車則改以大埔墟站為終點站。19日的兩對廣九直通車也被取消，後因該紅磡站出軌事件後目前進入及離開紅磡站由原先基本臨時40公里限速減至30公里，隨後該路段於2022年5月15日起因東鐵綫過海段通車之後而不再使用。

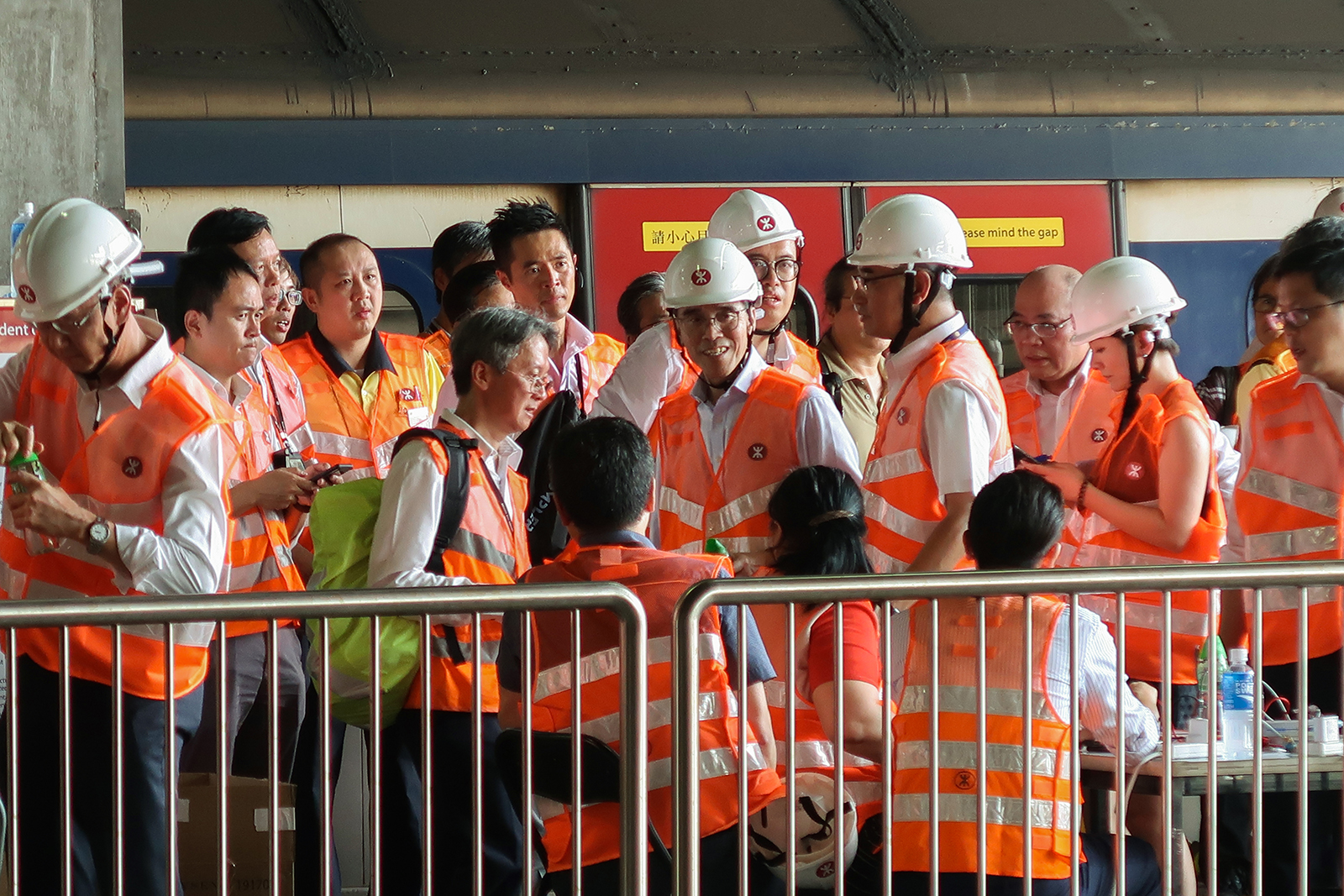
港鐵車務總監劉天成到場巡視
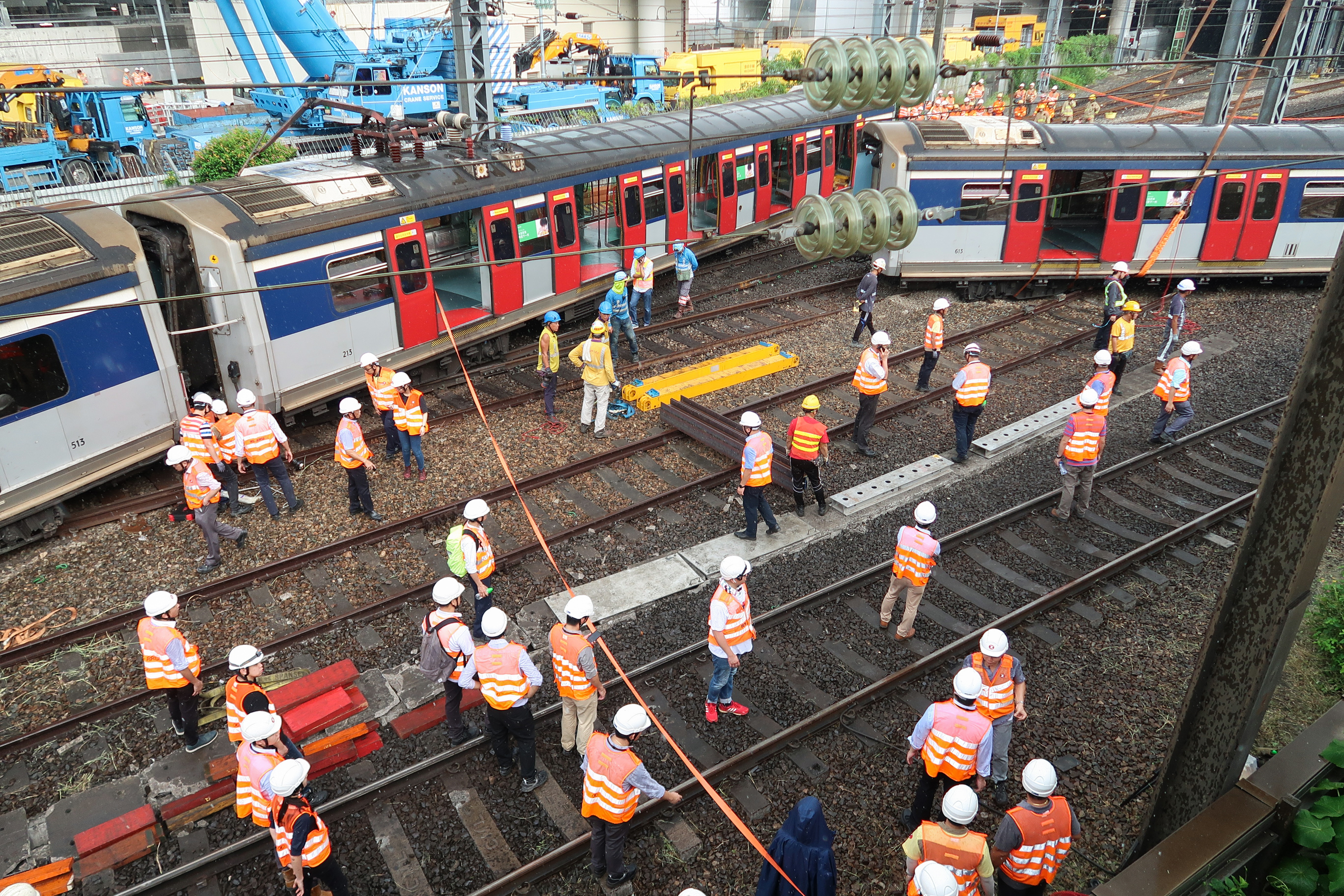
工程人員利用工具固定移正出軌車卡
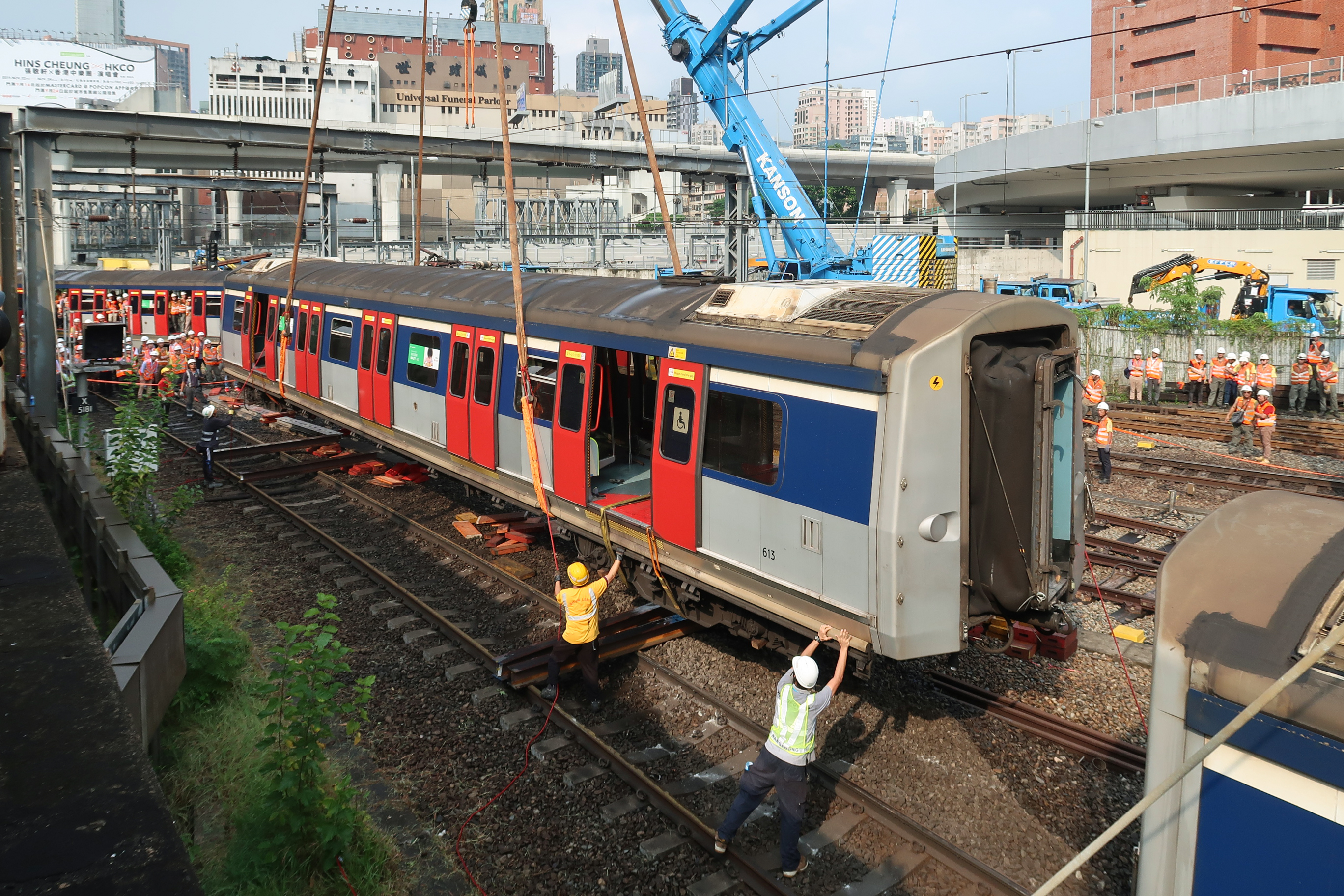
港鐵利用大型吊臂車的兩條大繩索吊起出軌的第4車卡
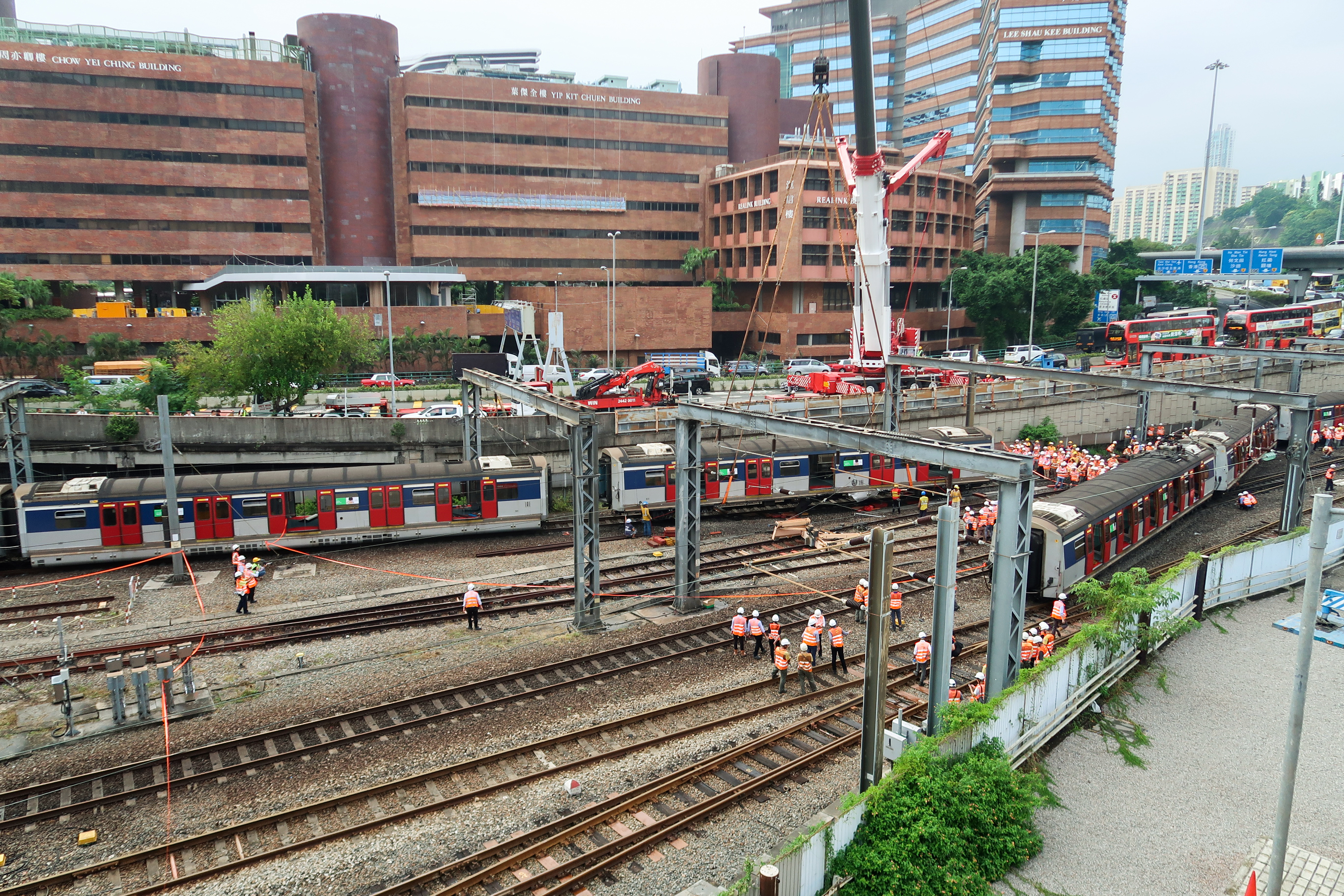
出軌的第4車卡已移正
晚上出軌列車現場

## 各方揣測
- 因为事件发生期间正好是香港反修例运动，被視為親北京的香港媒體《大公報》指控事件為「暴徒策動的恐襲」，又稱小粉紅的中國激進網民不但宣稱事故與示威者有關，還斷定是美國背後策劃的恐怖襲擊。[19][20]
- 時任運輸及房屋局局長陳帆表示政府非常重視該事件。被媒體問及事件是否人為破壞還是由於其他原因如維修過程出錯、路軌質素參差時，他認為「根據現時所掌握的資料，我們不會排除所有可能性」，「不就揣測作評論」。[21]

## 事故原因

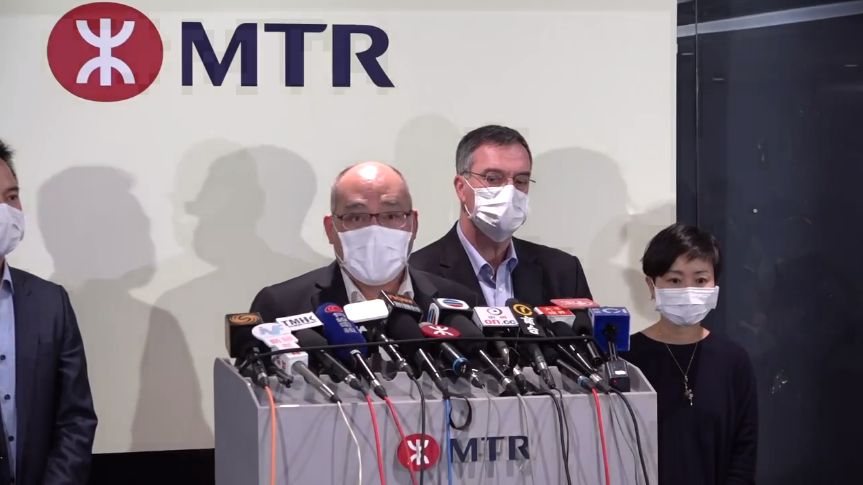
2020年3月3日，港鐵公司公布去年9月紅磡站列車出軌事故調查結果

機電工程署署長薛永恒確認路軌存在一條約1-2毫米的裂紋，但目前未能確定意外原因。他預計3-6個內完成調查。有傳媒報導指事發當天凌晨時分肇事路段曾進行更換路軌工程。港鐵車務總監劉天成否認換軌工程與意外有關，指出換軌位置與出現裂紋的位置有一定距離。
2019年12月，機電工程署署長薛永恒在商業電台確認事件與外物或惡意破壞無關。
2020年3月3日，港鐵公布東鐵綫紅磡站去年9月發生的列車出軌事故調查報告，表示事故起因是出事位置一個道岔的兩條路軌距離，即動態軌距擴闊至超出關鍵水平所致。
調查發現，事發前大約一個半月（8月4日凌晨），發現出軌位置因要修正軌距情況，東鐵綫軌道維修人員將兩條損耗的木材軌枕更換為合成軌枕。由於更換了的合成軌枕與鄰近的軌枕的剛度不同；加上現場是一個急彎，行車非常頻繁，令列車駛過時產生的橫向力集中在新換軌枕的支撐組件上，加速組件損耗，令三粒固定軌枕的螺絲釘斷裂，最終令兩條路軌之間的距離增加，動態軌距擴闊至超出關鍵水平，當列車車輪撞到護輪軌後便出軌。由於情況未有上報，所以港鐵管理層毫不知情。報告同時指出現場發現的斷裂鋼軌，是列車出軌後所造成。報告認為東鐵綫軌道維修人員認知不足，例行巡查時未有測量數據，但有未提及是否會作出處分。
港鐵調查委員按本地及海外專家意見，提出改善措施，包括已針對更換軌枕後軌道剛度出現的變化，優先更換東鐵綫的2600多條木材軌枕，實施遞進方式的軌道維修行動指標，加强監控軌距，適時向各上級匯報，在引入未使用過的軌道技術時，已提升其變革管理及注重提升員工相關的維修能力，及探討及使用新科技和數據分析來監察行車期間的軌距及軌道整體表現， 並分析軌道狀況的趨勢，以此作維修及向管理層滙報的依據。

## 相關事件
- 1984年11月25日，一列東鐵列車在上水站調度時出軌，導致頭兩卡車廂出軌，意外后涉事列車（E45）前兩卡車廂因此報廢。為電氣化火車首宗出軌意外。
- 1994年1月28日晚上，一列觀塘綫載客列車由牛頭角站駛進九龍灣站2號月台時，其中兩節車卡出軌，服務嚴重受阻，為地鐵自啟用以來首宗載客列車出軌事件。[28][29]

## 外部連結
- 香港鐵路大典上的相关条目：2019年紅磡站東鐵綫列車出軌事故